# Rio Vista, Texas
Rio Vista är en ort i Johnson County i Texas. Vid 2020 års folkräkning hade Rio Vista 1 008 invånare.